# Grumman X-29
Grumman X-29 var ett amerikanskt experimentflygplan konstruerat av Grumman på 1980-talet. Det byggdes för att testa de aerodynamiska egenskaperna av framåtsvepta vingar och hur ett aerodynamisk instabilt flygplan kunde flygas kontrollerat med ett fly-by-wire-system.

## Utveckling
När General Dynamics F-16 Fighting Falcon byggdes var det världens första instabila jaktflygplan med fly-by-wire-system, vilket gjorde den mycket lättmanövrerad. F-16 var dock bara måttligt instabil i underljudsfart och helt stabil i överljudsfart. DARPA ville ha ett mycket mer instabilt flygplan för att testa hur mycket bättre manöverprestanda det skulle gå att få ut av ett flygplan med fly-by-wire-system. Dessutom ville man testa fördelarna med en framåtsvept vinge. Kombinationen framåtsvept vinge och instabilitet var naturlig eftersom det med framåtsvepta vingar är lätt att få aerodynamiskt centrum långt fram vilket är nödvändigt för att uppnå instabilitet.
År 1977 utfärdade DARPA tillsammans med USAF:s Flight Dynamics Laboratory en specifikation och i december 1981 tecknades ett kontrakt med Grumman om två stycken X-29 värt 87 miljoner USD. Det första flygplanet genomförde sin jungfruflygning 14 december 1984 följt av det andra 23 maj 1989. Den 13 december blev X-29 det första flygplanet med framåtsvepta vingar att bryta igenom ljudvallen och även det första flygplanet att flyga instabilt i överljudsfart.

## Användning
Fas 1
Det första flygplanet användes för att testa luftflödet över de framåtsvepta vingarna och hur dessa klarade av de påfrestningar som uppstod. Vingens superkritiska profil visade sig ge mindre motstånd i transsonisk fart än en konventionell vinge (något som redan testats med en bakåtsvept vinge på en ombyggd F-8 Crusader). Den anisotropa kolfiberkonstruktionen i vingen klarade av höga belastningar utan att nämnvärt avvika från ideal form. Det tillsammans med det digitala styrsystemet gjorde att X-29 flög pålitligt även i snäva svängar. Fas 1 avslutades 6 december 1988 efter 242 flygningar och den första X-29:an har inte flugit sedan dess.
Fas 2
Den andra X-29:an hade ett mer utvecklat styrsystem som gjorde att den kunde flyga med högre anfallsvinkel. Medan den första X-29:an var begränsad till 21° anfallsvinkel kunde nummer två flygas i upp till 67°. Den andra X-29:an kunde lätt kännas igen på den bromsskärm som satt monterad bakom stjärtfenan för att kunna rädda flygplanet ur överstegring. Fas 2 omfattade 120 flygningar.
Vortex Flow Control
År 1992 utökades testerna med flygning i hög anfallsvinkel för att testa Vortex Flow Control. Två stycken trycktankar med kvävgas byggdes in i nosen tillsammans med två munstycken för att injicera gas i de virvlar som bildades runt nosen vid hög anfallsvinkel. Metoden visade sig ge mycket bättre kontroll i sidled än sidorodret som var näst intill oanvändbart vid höga anfallsvinklar. VFT-fasen omfattade 60 flygningar som genomfördes under maj–augusti 1992.
Förutom de tre testfaserna genomförde X-29 även fjorton stycken uppvisningsflygningar (tolv med nr.1 och två med nr.2) vilket totalt blev 436 flygningar. Idag är X-29 nr.1 utställd på National Museum of the United States Air Force i Dayton, Ohio och X-29 nr.2 är utställd på NASA:s Armstrong Flight Research Center vid Edwards Air Force Base, Kalifornien.

## Konstruktion

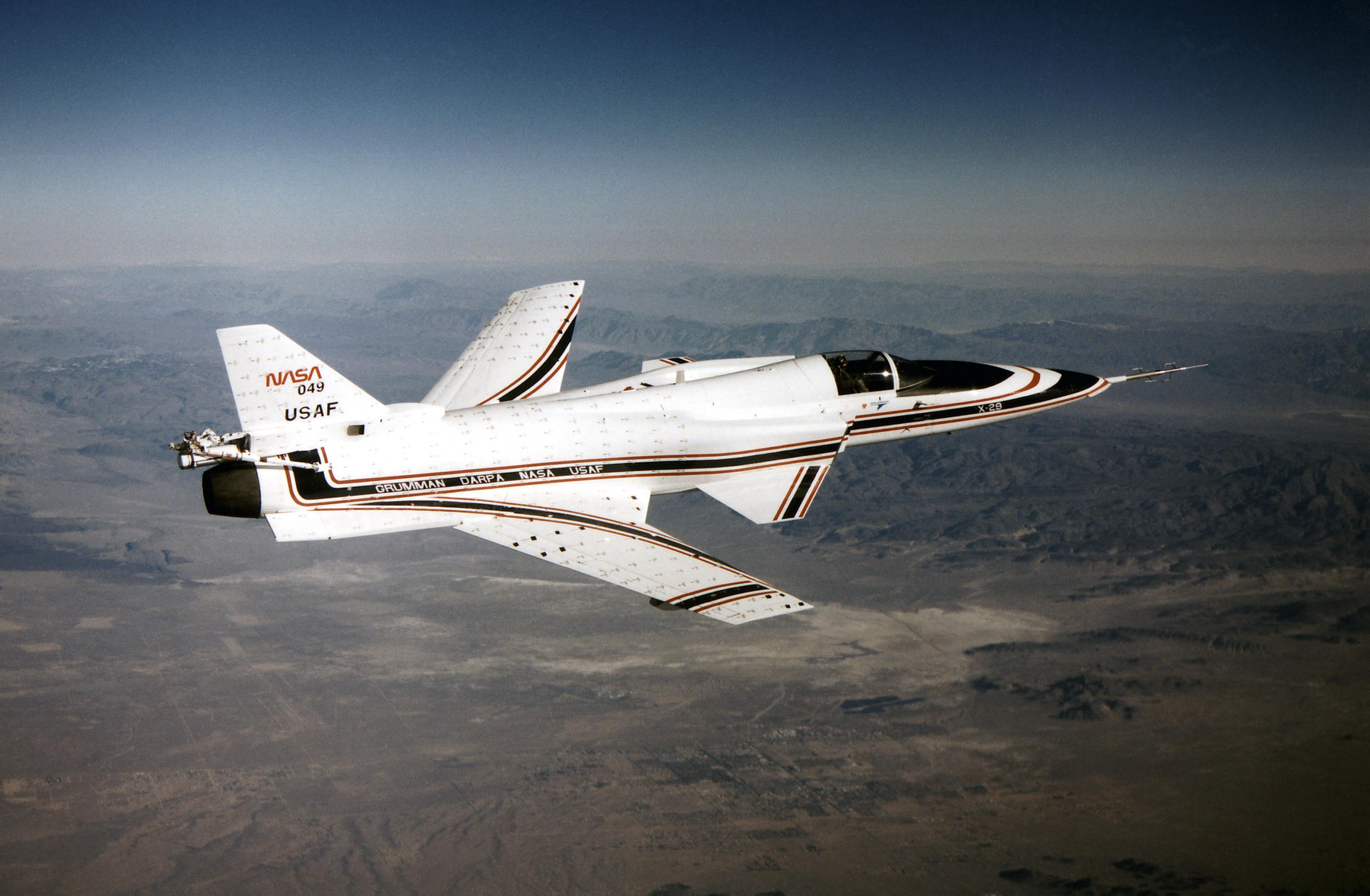
X-29 nummer två känns lätt igen på den bromsskärm som sitter monterad bakom stjärtfenan.

X-29 är delvis baserad på Northrop F-5 Freedom Fighter och de båda flygplanen har landningsställ och främre delen av flygkroppen från två skrotade F-5:or. Motorn är samma F404 som sitter i Northrop F-20 Tigershark. Vingarna är svepta framåt med 33°. Framför vingarna sitter rörliga canardvingar och bakom vingarna på båda sidor om motorn sitter två stycken spoilers som både fungerar som lyftplan och som stjärtroder. Vingarna är uppbygga kring en anisotrop kolfiberkonstruktion som ger dem den styvhet som krävs för att klara de påfrestningar som en framåtsvept vinge utsätts för. Canardvingarna och de framåtsvepta vingarna gör att aerodynamiskt centrum hamnar långt framför masscentrum vilket gör flygplanet instabilt. För att kunna flyga kontrollerat har X-29 därför ett digitalt fly-by-wire-system med trippel redundans kapabelt att göra upp till 40 justeringar per sekund. De tre digitala styrdatorerna hade dessutom var sin analog backup.
Konceptet med framåtsvepta vingar är fortfarande komplicerat och har inte använts i någon större skala förutom det ryska jaktflygplanet Suchoj Su-47. Aerodynamisk instabilitet, rörliga canardvingar och digitala styrsystem har däremot vunnit mark och används bland annat i svenska Saab 39 Gripen och franska Dassault Rafale.